# Philippe Liard
Philippe Liard (Rijsel, 16 januari 1985) is een Frans voetballer van Frans-Guyaanse die als verdediger speelt.
Liard begon in de jeugd bij Lille OSC en ging via FC Tours naar België waar hij tot 2009 bij KV Oostende in de Tweede Klasse speelde. In het seizoen 2010/11 speelde hij bij Fortuna Sittard. Hij speelde daarna in de Belgische lagere afdelingen voor RFC Tournai (2011-2012), AFC Tubize (2012-2016) en RWDM (2016-heden).

## Carrière
| seizoen | club            | land      | competitie             | wed. | goals |
| ------- | --------------- | --------- | ---------------------- | ---- | ----- |
| 2006/07 | FC Tours        | Frankrijk | Championnat National   | 11   | 0     |
| 2007/08 | KV Oostende     | België    | Tweede Klasse          | 12   | 0     |
| 2008/09 | KV Oostende     | België    | Tweede Klasse          | 32   | 0     |
| 2009/10 | KV Oostende     | België    | Tweede Klasse          | 29   | 3     |
| 2010/11 | Fortuna Sittard | Nederland | Eerste Divisie         | 14   | 0     |
| 2011/12 | RFC Tournai     | België    | Tweede Klasse          | ?    | ?     |
| 2012/13 | AFC Tubize      | België    | Belgacom League        | 28   | 6     |
| 2013/14 | AFC Tubize      | België    | Belgacom League        | 25   | 8     |
| 2014/15 | AFC Tubize      | België    | Proximus League        | 28   | 3     |
| 2015/16 | AFC Tubize      | België    | Proximus League        | 29   | 2     |
| 2016/17 | RWDM            | België    | Derde klasse amateurs  | ?    | ?     |
| 2017/18 | RWDM            | België    | Tweede klasse amateurs | ?    | ?     |